# Saint-Mard-sur-Auve
Saint-Mard-sur-Auve és un municipi francès, situat al departament del Marne i a la regió del Gran Est. L'any 2007 tenia 57 habitants.

## Demografia

### Població
El 2007 la població de fet de Saint-Mard-sur-Auve era de 57 persones. Hi havia 24 famílies, de les quals 12 eren unipersonals (4 homes vivint sols i 8 dones vivint soles), 4 parelles sense fills i 8 parelles amb fills.
La població ha evolucionat segons el següent gràfic:
Habitants censats

### Habitatges
El 2007 hi havia 30 habitatges, 26 eren l'habitatge principal de la família i 4 eren segones residències. Tots els 30 habitatges eren cases. Dels 26 habitatges principals, 23 estaven ocupats pels seus propietaris i 3 estaven llogats i ocupats pels llogaters; 1 tenia tres cambres, 9 en tenien quatre i 16 en tenien cinc o més. 23 habitatges disposaven pel capbaix d'una plaça de pàrquing. A 13 habitatges hi havia un automòbil i a 11 n'hi havia dos o més.

### Piràmide de població
La piràmide de població per edats i sexe el 2009 era:
| Homes | Edats   | Dones |
| ----- | ------- | ----- |
| 0     | 95 o +  | 0     |
| 0     | 90 a 94 | 0     |
| 0     | 85 a 89 | 0     |
| 0     | 80 a 84 | 0     |
| 0     | 75 a 79 | 0     |
| 4     | 70 a 74 | 0     |
| 0     | 65 a 69 | 8     |
| 0     | 60 a 64 | 0     |
| 4     | 55 a 59 | 0     |
| 0     | 50 a 54 | 4     |
| 0     | 45 a 49 | 0     |
| 4     | 40 a 44 | 0     |
| 0     | 35 a 39 | 4     |
| 0     | 30 a 34 | 0     |
| 0     | 25 a 29 | 0     |
| 0     | 20 a 24 | 0     |
| 0     | 15 a 19 | 0     |
| 4     | 10 a 14 | 0     |
| 0     | 5 a 9   | 0     |
| 0     | 0 a 4   | 0     |

## Economia
El 2007 la població en edat de treballar era de 37 persones, 27 eren actives i 10 eren inactives. Les 27 persones actives estaven ocupades(17 homes i 10 dones).. De les 10 persones inactives 3 estaven jubilades, 5 estaven estudiant i 2 estaven classificades com a «altres inactius».
Activitats econòmiques
Dels 4 establiments que hi havia el 2007, 3 eren d'empreses de comerç i reparació d'automòbils i 1 d'una empresa de serveis.
L'any 2000 a Saint-Mard-sur-Auve hi havia 7 explotacions agrícoles.

## Poblacions més properes
El següent diagrama mostra les poblacions més properes.